# Bedřich Fritta
Bedřich Fritta (Višňová, 19 settembre 1906 – campo di concentramento di Auschwitz, 8 novembre 1944) è stato un artista ceco di origine ebraica, vittima dell'Olocausto.

## Biografia

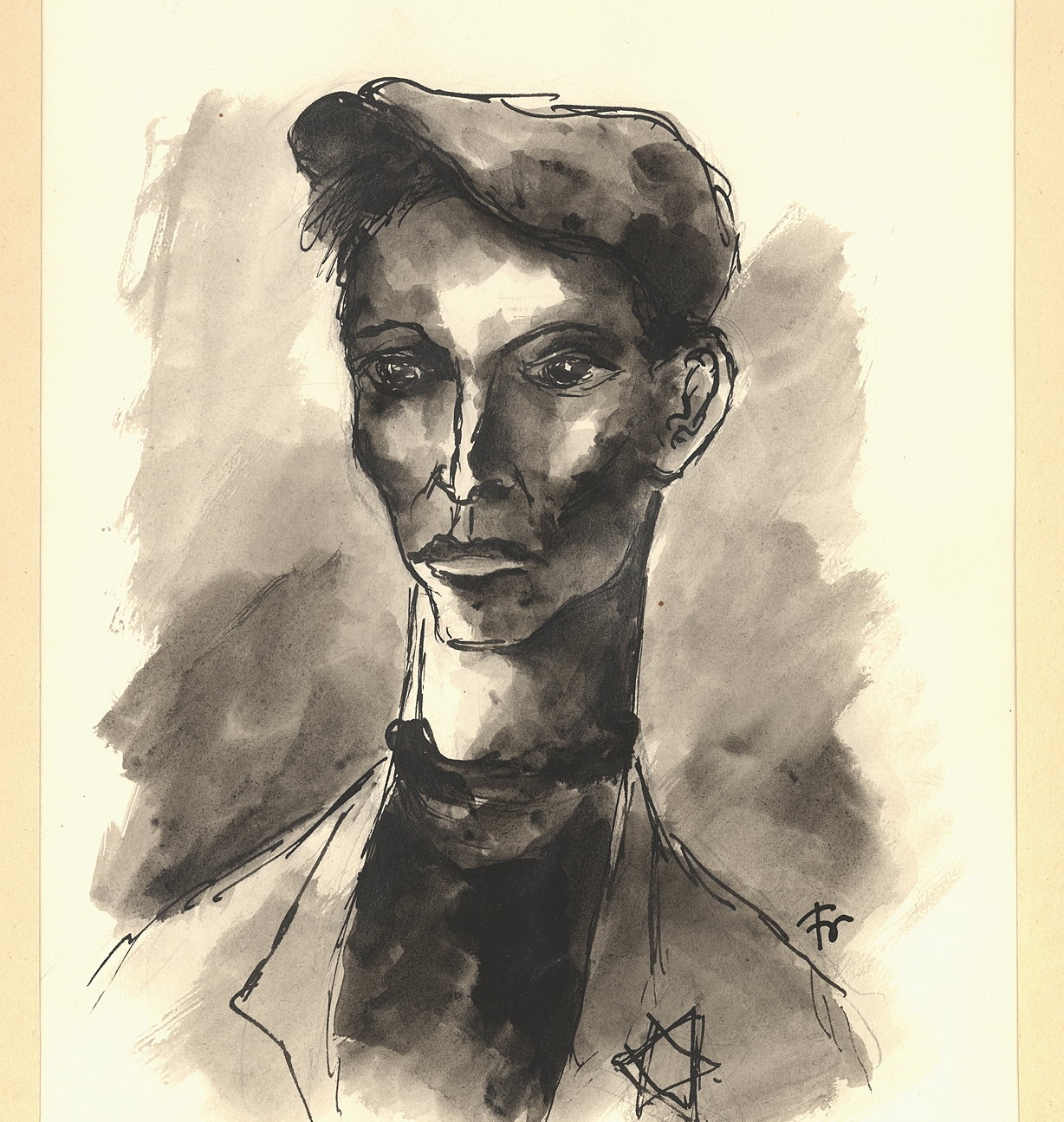
Disegno a penna e inchiostro rappresentante un lavoratore ebreo di Theresienstadt assegnato a Bedřich Fritta, Theresienstadt, 1942. Conservato nella collezione del Museo Ebraico Svizzero.

Fritta lavorava come illustratore e grafico a Praga con lo pseudonimo di Fritz Taussig. Negli anni '30 si dedicò alla caricatura politica e fornì svariati input per la rivista satirica Simplicus.
Durante la seconda guerra mondiale fu internato in diversi campi di concentramento nazisti. Per rappresentare la vita quotidiana nei lager realizzò degli schizzi, alcuni dei quali sopravvissero alla guerra. Fu poi deportato ad Auschwitz, in Polonia, dove perse la vita. Sua moglie Johanna morì di tifo ad Auschwitz, mentre il loro figlio, Tomáš (detto Tommy), sopravvisse all'Olocausto. Fritta realizzò anche un libro illustrato in occasione del terzo compleanno di suo figlio, che poi venne recuperato dopo la liberazione del campo di concentramento di Theresienstadt. Alcune delle sue opere sono conservate al Museo Ebraico di Berlino e al Museo Ebraico della Svizzera.